# 网络营销
網路行銷（英語：Internet marketing），亦稱線上行銷或電子行銷，為一種利用網際網路的行銷型態，利用數位化的資訊及網路媒體的互動性來輔助行銷的一種新型態市場行銷方式。網際網路為行銷帶來了許多獨特的便利，如低成本的傳播資訊與媒體到全球觀眾手中、即時的迴響與雙方面互動，皆為網路行銷不同於其他行銷方式的特性。
網路行銷本身和網際網路的創意與技術層面息息相關，這包括設計、開發、廣告、與銷售。網路行銷方法包括了：搜尋引擎行銷、顯示廣告行銷、電子郵件行銷、會員行銷、互動式行銷、病毒式行銷、論壇行銷、Web2.0行銷、视频行銷、博客行銷、微博行銷、口碑行銷、社會網路行銷、關鍵字行銷、搜尋引擎最佳化、原生廣告等很多种方法。
網路行銷是一種利用線上媒體發展並宣傳企業的過程。網路行銷並非單單只有表示著「建立網站」或者「廣告網站」。網站背後某處是有著多重現實在目的的真實企業。
網路行銷策略包括線上行銷產品、服務與網站的各個層面，也包括市場調查、電子郵件行銷與直銷。

## 商業模型
網路行銷與許多商業模型相關。該模型傳統上以目標來定義。這些包括：
- 電子商務──對消費者或別的企業販賣商品。
- 出版──賣廣告，以及 / 或者買主名錄為主的網站。而企業透過取得名錄，並過濾成銷售對象名冊產生價值。

還有更多其他基於個人或者行業的特殊所需發起的網路行銷活動的模型（實際上幾乎無限多種）。

## 優勢
網際網路某些優勢包括資訊的可得性。消費者可於任何時候透過接觸網際網路認識產品進而購買。利用網路行銷的公司行號亦可節省金錢，因為不需要那麼多的銷售代表。大體上，網路行銷可幫助當地市場擴大到全國甚至國際市場。比起傳統媒體，例如出版物、廣播、以及電視，網路行銷擁有相對低成本的進場開銷，且網路聲音易受關注、資訊擴散速度快，被動或主動地創造網路聲量皆可讓商品或品牌快速曝光。。
因為網際網路媒體的曝光率、回應、以及總體效率容易追蹤──譬如說：透過網頁分析程式的使用，比起傳統「離線」媒體來說──網路行銷能提供對打廣告者較合理的可說明性。網路行銷，於2007年度成長較其他種媒體更為迅速。

## 限制
因為網路行銷需要顧客使用比起傳統媒體較新的科技，並非所有的人都取得訊息。低網速造成不方便。如果公司行號建立過大過複雜的網頁，撥接連線或行動裝置的網際網路使用者得掙扎下載資訊。
網路行銷在客戶線上購買前無法提供摸、聞、嚐、或者試用實體商品的機會。許多電子商務提供商制定自由退貨條款以及據點提貨服務以消除顧客疑慮。

## 保全顧慮
對參與線上商務的商號與消費者雙方，保全顧慮是非常重要的。許多消費者對透過網際網路購買物品遲疑，因為他們相信他們的個人訊息不會保持私隱。就最近情況來說，某些線上操業公司被逮到提供或者銷售他們客人的資訊。許多這些公司在其網站有保證條文，宣稱客戶資訊將不被洩漏。經過銷售客戶資訊，這些公司破壞的他們自己擁有的公開政策。某些購買客戶資訊的公司提供個人將他資訊從資料庫裡頭剔除的選擇，（亦稱做事後謝絕名單（opting out）)。然而，許多客戶並不曉得他們的資訊已被分享，並且無法阻止該訊息在公司間流通。
保全顧慮是如此重要，凡線上執業公司都努力開發解決方案。加密是一種主要處理網際網路上隱私與保全顧慮的手段。加密定義為轉換資料為一種稱為密件的型態。這個密件無法輕易的被截獲，除非透過程式經過授權的個人，或者進行加密的公司。一般而言，密件越強壯，資料受到保護的程度越好。然而，隨密件的加強，加密過程更為昂貴。

## 業界影響
行銷與廣告界將隨著Web 2.0浮現進行重組。Web 2.0對網路行銷有著巨大的衝擊──透過讓Web 2.0啟用讓它成為公司打算廣告的主要媒介。
在音樂產業，許多消費者已開始透過網際網路購買並下載音樂檔案（例如：MP3），而非一般購買CD。
越來越多的銀行提供客戶線上處理私人金融事務的能力。線上銀行威信對客戶具有吸引力，因為相對起去銀行辦事處跑一趟更方便。線上銀行目前是成長最快的網際網路活動。網際網路載入速度變快是快速成長的主因。於使用網際網路的個人裡，目前有44%的人透過網際網路處理私人金融事務。
網際網路拍賣日漸風行。過去在跳蚤市場才能看到的珍奇玩物現在被擺到eBay了。eBay亦同時影響業界價格。買賣雙方常常在去跳蚤市場前於網站上查價，而且eBay價常常就是成交價。越來越多跳蚤市場賣家將其產品放上網際網路，並且生意越做越大到做出自家門。

## 行銷看法
網絡行銷還沒有成為一門公認的學科，所以對它的理解會有所不同，而現在對於網絡行銷一些看法有幾種，並均亦常常譯為「網路行銷」：
- internet marketing：即網際網路行銷，是指在國際網際網路上開展的行銷活動。
- network marketing：即網上行銷，是指在網絡上開展的行銷活動，此處的網絡不僅指國際網際網路，尚包含電話網絡，增值網絡等。
- on-line marketing：即線上行銷或在線行銷，指藉助聯機網絡開展的網上行銷。
- e-Marketing：即電子化行銷或電子行銷，指通過國際網際網路，內部網和外部網開展的行銷活動。
- cyber marketing：及虛擬行銷或計算機數字行銷，指藉助聯機網絡，計算機通信和數字交互式媒體的行銷方式。

由此可知，網絡行銷其實是市場行銷的一種新的行銷方式，它藉助新的通訊技術，實現了遠程交互式行銷。